# Willian Cevallos
Willian Cevallos (n. Quinindé, Ecuador; 15 de mayo de 1990) es un futbolista ecuatoriano. Juega de centrocampista y su equipo actual es Atlético Vinotinto de la Segunda Categoría de Ecuador.

## Trayectoria

### Inicios
Empezó su carrera futbolística en Macará de Ambato en el año 2011, se formó e hizo las formativas en el equipo ambateño, anteriormente tuvo un paso por el Club Deportivo Caribe Junior de Sucumbíos.

### Técnico Universitario
Sus buenas actuaciones hicieron que en el año 2012 debute en la primera categoría del fútbol ecuatoriano, fue en Técnico Universitario bajo el mando de José Basualdo jugó su primer partido en la Serie A el 22 de julio de 2012 en la fecha 2 de la segunda etapa, entró al cambio en el minuto 80 reemplazando a William Araujo en el partido que Técnico Universitario empató con Emelec como local 1-1. En esa temporada disputó 12 partidos y marcó un gol.
En julio de 2023 regresó al rodillo rojo tras su paso por Universidad Católica.

### River Ecuador
Las siguientes temporadas se consolidó dentro del primer equipo, se mantuvo en el rodillo rojo entre 2012 y 2015. En la temporada 2016 fue transferido al River Ecuador donde disputó un partido con el equipo guayaquileño.

### Liga de Loja
En el 2017 pasó a Liga Deportiva Universitaria de Loja, marcó un gol y jugó en total 25 partidos.

### Olmedo
Su gran juego se mostró en Centro Deportivo Olmedo desde su llegada en la temporada 2018 para disputar la Serie B de ese año, al final de la campaña consiguió el ascenso con el equipo riobambeño. Continuó la siguiente temporada en el ciclón de los andes, siendo el 2019 su mejor año, disputando 27 partidos y convirtiendo en 4 ocasiones. En el 2020 renueva su contrato con Olmedo.

### Universidad Católica
Desde la temporada 2021 hasta mediados de 2023 militó en Universidad Católica de la Serie A de Ecuador.

## Estadísticas

### Clubes
Actualizado al último partido disputado el 31 de mayo de 2024.
| Club                            | Div.          | Temporada     | Liga  | Liga  | Copas nacionales | Copas nacionales | Copas internacionales | Copas internacionales | Total | Total |
| Club                            | Div.          | Temporada     | Part. | Goles | Part.            | Goles            | Part.                 | Goles                 | Part. | Goles |
| ------------------------------- | ------------- | ------------- | ----- | ----- | ---------------- | ---------------- | --------------------- | --------------------- | ----- | ----- |
| Cumandá · Ecuador               | 3.ª           | 2010          | 8     | 6     | Inexistentes     | Inexistentes     | Inexistentes          | Inexistentes          | 8     | 6     |
| Cumandá · Ecuador               | Total club    | Total club    | 8     | 6     | 0                | 0                | 0                     | 0                     | 8     | 6     |
| UTC · Ecuador                   | 2.ª           | 2011          | 33    | 3     | Inexistentes     | Inexistentes     | Inexistentes          | Inexistentes          | 33    | 3     |
| UTC · Ecuador                   | 2.ª           | 2012          | 17    | 4     | Inexistentes     | Inexistentes     | Inexistentes          | Inexistentes          | 17    | 4     |
| UTC · Ecuador                   | Total club    | Total club    | 50    | 7     | 0                | 0                | 0                     | 0                     | 50    | 7     |
| Técnico Universitario · Ecuador | 1.ª           | 2012          | 11    | 1     | Inexistentes     | Inexistentes     | Inexistentes          | Inexistentes          | 11    | 1     |
| Técnico Universitario · Ecuador | 2.ª           | 2013          | 40    | 4     | Inexistentes     | Inexistentes     | Inexistentes          | Inexistentes          | 40    | 4     |
| Técnico Universitario · Ecuador | 2.ª           | 2014          | 29    | 2     | Inexistentes     | Inexistentes     | Inexistentes          | Inexistentes          | 29    | 2     |
| Técnico Universitario · Ecuador | 2.ª           | 2015          | 27    | 3     | Inexistentes     | Inexistentes     | Inexistentes          | Inexistentes          | 27    | 3     |
| River Ecuador · Ecuador         | 1.ª           | 2016          | 1     | 0     | Inexistentes     | Inexistentes     | Inexistentes          | Inexistentes          | 1     | 0     |
| River Ecuador · Ecuador         | Total club    | Total club    | 1     | 0     | 0                | 0                | 0                     | 0                     | 1     | 0     |
| Liga de Loja · Ecuador          | 2.ª           | 2017          | 25    | 1     | Inexistentes     | Inexistentes     | Inexistentes          | Inexistentes          | 25    | 1     |
| Liga de Loja · Ecuador          | Total club    | Total club    | 25    | 1     | 0                | 0                | 0                     | 0                     | 25    | 1     |
| Olmedo · Ecuador                | 2.ª           | 2018          | 24    | 5     | —                | —                | Inexistentes          | Inexistentes          | 24    | 5     |
| Olmedo · Ecuador                | 1.ª           | 2019          | 27    | 4     | 1                | 0                | Inexistentes          | Inexistentes          | 28    | 4     |
| Olmedo · Ecuador                | 1.ª           | 2020          | 26    | 8     | —                | —                | Inexistentes          | Inexistentes          | 26    | 8     |
| Olmedo · Ecuador                | Total club    | Total club    | 77    | 17    | 1                | 0                | 0                     | 0                     | 78    | 17    |
| Universidad Católica · Ecuador  | 1.ª           | 2021          | 26    | 6     | —                | —                | 2                     | 0                     | 28    | 6     |
| Universidad Católica · Ecuador  | 1.ª           | 2022          | 26    | 4     | 1                | 0                | 10                    | 0                     | 37    | 4     |
| Universidad Católica · Ecuador  | 1.ª           | 2023          | 7     | 0     | 0                | 0                | 1                     | 0                     | 8     | 0     |
| Universidad Católica · Ecuador  | Total club    | Total club    | 59    | 10    | 1                | 0                | 13                    | 0                     | 73    | 10    |
| Técnico Universitario · Ecuador | 1.ª           | 2023          | 10    | 3     | —                | —                | —                     | —                     | 10    | 3     |
| Técnico Universitario · Ecuador | 1.ª           | 2024          | 5     | 0     | 0                | 0                | 1                     | 0                     | 6     | 0     |
| Técnico Universitario · Ecuador | Total club    | Total club    | 122   | 13    | 0                | 0                | 1                     | 0                     | 123   | 13    |
| Atlético Vinotinto · Ecuador    | 3.ª           | 2024          | 0     | 0     | —                | —                | —                     | —                     | 0     | 0     |
| Atlético Vinotinto · Ecuador    | Total club    | Total club    | 0     | 0     | 0                | 0                | 0                     | 0                     | 0     | 0     |
| Total carrera                   | Total carrera | Total carrera | 342   | 54    | 2                | 0                | 14                    | 0                     | 358   | 54    |
| 1. 2.                           |               |               |       |       |                  |                  |                       |                       |       |       |